# 짱구는 못말려 극장판: 태풍을 부르는 영광의 불고기 로드
《짱구는 못말려 극장판: 태풍을 부르는 영광의 불고기 로드》(일본어: 映画クレヨンしんちゃん嵐を呼ぶ栄光のヤキニクロード)은 2003년 제작된 일본의 애니메이션 영화이다.
우스이 요시토의 《주간 액션》에 연재된 만화 《크레용 신짱》을 원작으로 제작된 TV시리즈 《짱구는 못말려》의 극장용 애니메이션 영화 시리즈 11편이다.
대한민국에서는 2008년 대원방송에서 수입하고 한국식 이름과 한국어 더빙작업을 하여, 《극장판 짱구는 못말려 태풍을 부르는 영광의 불고기 로드》이라는 이름으로 15세 이상 관람가 등급으로 챔프, 애니원, 애니박스, 채널CGV에서 방영되었다. 대원방송에서는 한국어 더빙으로 진행하였으나, 영화 내의 주제가, 오프닝, 엔딩곡 등은 해당 방송사에 따라 원어 자막(또는 생략)으로 방영되었다.

## 줄거리
노하라 일가는 평소와 다름없는 부실한 아침 식사를 보고 실망과 분노에 사로잡혀 있었다. 하지만 이러한 식사가 마련된 것은 미사에가 석달간 허리띠를 졸라 매고 구매한 최고급 불고기로 인한 것이었다.일가족 모두는 예산으로 인하여 아침 식사가 부실해 진 것을 납득하고는, 저녁에 호화 불고기 파티를 기다리고 있었다.
그러던 중, 노하라 일가의 집 담벼락을 뚫고 차에서 내린 정체 불명의 흰 옷을 입은 박사가 자신이 악당들에게 쫓기고 있으니 자신을 숨겨달라고 부탁을 한다. 하지만 히로시는 "그런 문제라면 경찰에게 가봐요." 라고 말하였고, 미사에는 "썩 나가요!" 라면서 그 남자를 쫓아내고 있었다. 하지만 갑자기 선글라스를 쓴 남자가 들이닥친다. 그를 본 흰 옷의 남자는 선글라스를 쓴 남자를 보고는 "앗, 당신은 도우가시마 시오(堂ヶ島少佐)!" 라며 당황해하고, 도우가시마는 "빨랑 물건을 이리 내!" 라며 흰 옷의 남자에게 재촉을 한다. 하지만 흰 옷의 남자는 물건을 노하라 일가에게 건내줬다고 말하였고, 이 말을 들은 노하라 일가는 받은 물건이 없는데 도대체 무슨 말을 하냐며 따졌다. 이에 도우가시마는 노하라 일가에게 "그렇다면 당신도 우리랑 같이 가줘야겠어." 라며 자신을 따라와 달라 말하였지만, 노하라 일가는 위기를 느껴 집 밖으로 도주를 하게 된다.
이로 인하여 노하라 일가는 수수께끼의 조직 '스위트 보이즈'에 쫓기게 되었고, 도망친 노하라 일가는 순식간에 흉악범으로 지명수배되어 버렸다. 아빠 히로시는 발냄새 살포죄로, 엄마인 미사에는 연령 사칭죄로, 여동생 히마와리는 결혼 사기죄로, 신노스케는 부녀자 희롱죄로, 그리고 애완견 시로는 집단 폭력 및, 상습적 음주 운전죄로 죄목이 붙어 현상금 1억 엔이 걸리게 되었다.(무슨 말도안되는 소리야) 또한 텔레비전에서는 액션가면과 미미코가 신노스케를 범죄자로 소개하였으며, 히로시의 직장에서는 기자회견이 열리면서 히로시를 징계조치 하였으며, 신노스케의 할아버지 노하라 긴노스케가 붙잡히는 모습이 나오고 있었다. 지금까지 친하게 지내던 카스카베 주민들은 모두 신노스케 일행을 잡으려고 뒤쫓기 시작하였는데, 이웃집 키타모토와 하토가야 부부는 현상금을 노리고 노하라 일가에 덤볐으며, 카스카베 방위대와 유치원의 교사들 등 가까운 사람들은 노하라 일가를 거절하기도 하였다.
결국 카스카베에서 숨을 곳이 없어진 노하라 일가는 공원 안의 놀이터 돔에 숨어 자신들이 어째서 이런 꼴을 당해야만 하는 것인지 생각하다, 이러한 일련의 사건에는 아타미(한국판에서는 태안반도)에 본부를 둔 '스위트 보이즈'의 음모가 관련되어 있다는 것을 알고, 본래 오해에서 시작된 일이니 자신들의 누명을 벗고 저녁에는 불고기 파티를 열 것을 다짐하며, 아타미 시로 가기로 하였다. 부하들로부터 도망가기 위하여 히치하이킹을 하여 자동차를 타고 도망가던 도중 스위트 보이즈의 추격이 붙어 가족이 뿔뿔이 흩어지게 된다.
이후 노하라 일가는 간신히 아타미에서 합류하였고, '스위트 보이즈'의 두목이 있는 곳에 도착하였다. 두목은 자신이 원래 땀을 많이 흘리는 체질이라, 목욕탕에서 이야기 하는 것을 용서해 줄 것을 바라며 이런 일에 휘말려 들게 한 것을 사과하였다. 노하라 일가는 도대체 자신들에게서 원하는 것이 무엇인지 물었고, 보스는 자신들은 소원을 이루어 주는 최면 증폭 장치를 개발하였고, 장치 가동에 꼭 필요한 녹음기를 가지고 조직에서 도망친 흰 옷의 남자가 사실은 자신의 형이었으며, 그날 아침의 대화를 녹음하여 최면 증폭 장치의 패스워드로 입력하였기 때문에 '스위트 보이즈'는 노하라 일가를 뒤쫓았던 것이라고 설명하였다. 그렇기에 제아무리 뛰어난 장치라고 해도 패스워드인 '목소리'가 없으면 무용지물이니 협조해 줄 것을 요청하였다. 결국 보스를 위하여 노하라 일가는 어쩔 수 없이 협력하게 되었고, 패스워드가 해제될 때까지 아침에 한 대화를 73번이나 반복하게 된다.
하지만 돌아갈 수 있다고 생각하였으나, 병사들이 노하라 일가를 둘러싸며 그들을 막기 시작하였다. 사실 보스가 돌려보내 주겠다고 한 말은 거짓말로, 기계를 쓸 때마다 노하라 일가의 목소리가 필요하며, 본래 자신의 목소리를 패스워드로 설정할 생각이었으나, 자신의 형 때문에 계획이 틀어지게 되었다며 이제 와서 패스워드를 바꾸는 것은 불가능하다는 이야기를 하였고, 그렇기에 "너희는 평생 여길 떠날 수 없으니 포기하길 바란다."라는 말을 한다. 노하라 일가는 당연히 반대를 하였으나, 묵살되었고, 보스는 본래 자신은 아타미에서 유명한 온천 리조트의 아들이었으나, 아타미가 재개발되면서 온천 리조트가 사람들에게 잊혀져 망해버린 것을 복수하기 위하여 최면 증폭 장치를 개발하였으며, 이 장치를 쓰면 다른 사람의 뇌를 마음대로 조종할 수 있으며, 마음뿐 아니라 몸도 마음대로 바꿀 수 있다는 말을 한다. 일련의 대소동이 벌어진 이후 신노스케는 최면 증폭 장치를 손에 넣어 머리에 썼고, 신노스케는 최면 증폭 장치를 사용하여 모든 사람들을 부리부리자에몽으로 변신시킨다. 이어서 히로시가 보스에게 이런 꼴을 당하게 한 원수를 갚아주겠다며 빨리 나올 것을 말한다. 그러나 보스가 나오지 않자 이보다 더한 형태로 만들어버리겠다며 부하들을 협박하였고, 유독 한 부리부리자에몽이 땀을 뻘뻘 흘리는 모습을 본 노하라 일가가 수상해하다 그 부리부리자에몽이 케이블카로 도망치는 것을 발견하게 된다.
이후 보스와 정면으로 대치하던 끝에 히로시는 "네가 아타미를 사랑하는 만큼, 난 우리집으로 돌아가고 싶다고!" 라며 보스를 쓰러트리게 되고, 이후 최면 증폭 장치를 사용하여 모두를 원래의 모습으로 돌아오게 만들었다. 그리고 또한, 지금까지 있었던 일들은 꿈이었고, 스위트 보이즈는 다시 시민들이 자주 이용하는 온천이 될 것이며, 다시 일상으로 돌아가자며 최면 증폭 장치를 사용하여 원래대로 돌린다. 이후 노하라 일가는 긴 하루를 끝내고 배고파 하면서 집으로 돌아왔고, 집에 도착한 노하라 일가는 호화 불고기 파티를 벌인다.

## 등장인물
- 노하라 신노스케 (신짱구)
- 노하라 히로시 (신형만)
- 노하라 미사에 (봉미선)
- 노하라 히마와리 (신짱아)
- 시로 (흰둥이)
- 카자마 토루 (김철수)
- 사쿠라다 네네 (한유리)
- 사토 마사오 (훈발놈)
- 보오 (이맹구)
- (2형제 중 차남)스위트 보이즈 대장
- (2형제 중 장남)스위트 보이즈 박사
- 도우가시마시오 (황장군)
- 시모타 (배용만)
- 아마기 (황미나)
- 부리부리 자에몽 (부리부리몬)
- 드라이버
- 토모

## 한국어 더빙
- 짱구 : 박영남
- 짱구 아빠 : 오세홍
- 짱구 엄마 / 맹구 : 강희선
- 짱아 / 철수 / 미미 / 옆집 아줌마 : 여민정
- 흰둥이 / 유리 / 누나 1 : 장경희
- 훈이 / 황미나 / 지혜 / 고순희 : 정혜옥
- 나미리 / 용만 부인 / 누나 2 : 윤여진
- 채성아 / 민희 / 소녀시절 : 하은진
- 원장 / 액션가면 / 고뭉치 : 현경수
- 황장군 : 김정은
- 배용만 / 백의의 남자 / 드라이버 : 김소형
- 두목 / 정훈 / 부장 : 이현우

## 캐스트
- 노하라 신노스케 - 야지마 아키코
- 노하라 히로시 - 후지와라 케이지
- 노하라 미사에 - 나라하시 미키
- 노하라 히마와리 - 코오로기 사토미
- 시로, 카자마 토루 - 마시바 마리
- 사쿠라다 네네 - 하야시 타마오
- 사토 마사오 - 이치류사이 테이유
- 보오 - 사토 치에
- 요시나가 미도리 선생님 - 타카다 유미
- 마츠다카 우메 선생님 - 토미자와 미치에
- 아게오 마스미 선생님 - 미츠이시 코토노
- 원장 선생님 - 나야 로쿠로
- 하토가야 요시링 - 사카구치 다이스케
- 하토가야 밋치 - 쿠사치 후미에
- 이웃 아줌마 - 스즈키 레이코
- 오하라 나나코 - 사유리
- 액션 가면 - 겐다 텟쇼
- 부리부리 자에몽 - 시오자와 카네토
- 사쿠라 미미코 - 코자쿠라 에츠코
- 드라이버 - 마도노 미츠아키
- 양품점 아줌마 - 호리코시 마미
- 괴인 - 에가와 히사오
- 부장 - 고리 다이스케
- 카와구치 - 나카무라 다이키
- 사장 - 우가키 히데나리
- 대원 - 오오니시 타케하루
- 아나운서 - 유사 코지
- 캠페인 걸 - 이케자와 하루나, 마츠오카 유키
- 백의의 남자(스위트 보이즈 보스의 형) - 이시마루 히로야
- 시모타 - 에바라 마사시
- 시모타의 아내 - 니시카와 히로미
- 아마기 - 미나가와 준코
- 도가시마 시오 - 토쿠히로 나츠오
- 스위트 보이즈의 보스(스위트 보이즈 백의의 남자의 동생) - 이시즈카 운쇼
- 토모 - 카하라 토모미

## 스태프
- 원작 : 우스이 요시토 《크레용 신짱》
- 캐릭터 원안 : 우스이 요시토
- 작화감독 : 하라 카츠노리, 오오모리 타카토시, 하리가야 히데오, 마마다 마스오
- 캐릭터 디자인 : 스에요시 유우이치로
- 미술감독 : 타카노 마사미치, 코가 토오루
- 촬영감독 : 우메다 토시유키
- 점토 애니메이션 : 이시다 타쿠야
- 음악 : 아라카와 토시유키, 하마구치 시로
- 음향감독 : 오오쿠마 아키라
- 편집 : 코지마 토시히코
- 치프 프로듀서 : 모기 히토시, 오오타 켄지, 이쿠다 히데타카
- 감독 : 미즈시마 츠토무
- 그림 콘티 · 각본 : 미즈시마 츠토무, 하라 케이이치
- 색채 설계 : 노나카 사치코
- 동화 체크 : 오하라 켄지
- 연출 조수 : 타카하시 와타루
- 동화 : 교토 애니메이션, 스튜디오 정글짐, 매드하우스, 스튜디오 더브, OH!프로덕션, 프런트 라인, 무겐칸, 비 트레인
- 마무리 : 교토 애니메이션, 라이트 풋, M.I, 오피스 푸우, 트레이스 스튜디오 M, 매드하우스
- 배경 : 스튜디오 유니, 아틀리에 로쿠
- 배경 스캔 : SCAN屋
- 촬영 : 애니메 필름
- 촬영협력 : 라이트 풋
- 점토 애니메이션 크루 : 시가 츠요시, 스즈키 토오루
- 촬영협력 : 세이에이샤
- CGI : 츠츠미 노리유키, 카시와바라 켄지
- 타이틀 : 미치카와 아키라
- 음향제작 : 오디오 플래닝 유
- 음향제작 데스크 : 야마구치 사야카, 카토 토모미
- 음향제작진행 : 이자와 토모이
- 레코딩 스튜디오 : APU MEGURO 스튜디오
- 믹서 : 오오시로 히사노리, 우치야마 히로아키
- 어시스턴트 믹서 : 타나카 아키요시, 야마모토 히사시, 타구치 노부타카, 카네코 토시야, 츠루타 노부야
- 효과 : 마츠다 아키히코, 하라다 아츠시 (피즈 사운드 크리에이션)
- 효과 조수 : 와시오 켄타로
- 음악협력 : 이매진, 사이토 유지
- 스코어 믹서 : 나카무라 아츠시
- 편집 : 나카하 유미코, 무라이 히데아키, 카와사키 아키히로
- 편집 데이터 관리 : 미야케 요시키
- 현상 : 도쿄 현상소
- 돌비 필름 컨설턴트 : 카와히가시 츠토무, 모리 미키오
- 디지털 광학녹음 : 니시오 노보루
- 프로듀서 : 야마카와 준이치, 와다 야스시(신에이 동화), 후쿠요시 켄, 카지 아츠시(테레비 아사히)
- 제작 데스크 : 키노 타케시, 니시카와 아키히코
- 제작진행 : 히로카와 코우지, 타카하시 레나, 쵸난 요시유키
- 제작 : 신에이 동화, 테레비 아사히, ADK
- 배급 : 토호

### 원화
- 스에요시 유우이치로, 마츠시타 히로미, 오오츠카 마사미, 타카쿠라 요시히코, 우스이 키네토
- 하야시 시즈카, 카쿠 테츠로, 이즈미 키누코, 마츠이 리카코, 시미즈 히로시
- 타카하시 히로유키, 키타노하라 타카마사, 카도와키 사토시, 사카모토 카즈야, 코가 카오루
- 우에노 마리코, 요시오카 시노부, 오오쿠마 타카하루, 오오스기 노부히로, 히가시데 후토루
- 세키구치 카나미, 이시이 유리코, 미야와키 치즈루, 타케우치 테츠야, 우에무라 아츠시
- 스즈키 다이시, 쿠기미야 히로시, 마츠야마 마사히코, 시게모토 마사히로, 아라카와 마사츠구
- 모기 타쿠지, 오오다케 마사에, 아카다 노부토, 코바야시 아케미, 카네코 시즈에
- 이시카와 타카마사, 야마치 스스무, 오오쿠보 오사무, 타카하시 나루세, 타카하시 료
- 히구치 젠노리, 시노하라 마키코, 이시이 사토미, 타카토키 마코토, 무라이 타카시
- 노다 메구미, 코자카이 아츠시
- 하라 카츠노리, 오오모리 타카토시, 하리가야 히데오, 마마다 마스오

## VHS·DVD
- VHS - 2004년 3월 25일 반다이 비주얼에서 발매
- DVD - 2004년 11월 26일 반다이 비주얼에서 발매

## 갤러리

일본어 포스터

## 같이 보기
- 짱구는 못말려 (영화 시리즈)